# Xylophaga atlantica
Xylophaga atlantica is een tweekleppigensoort uit de familie van de Pholadidae. De wetenschappelijke naam van de soort is voor het eerst geldig gepubliceerd in 1942 door H. G. Richards.